# 马里戈 (海地)

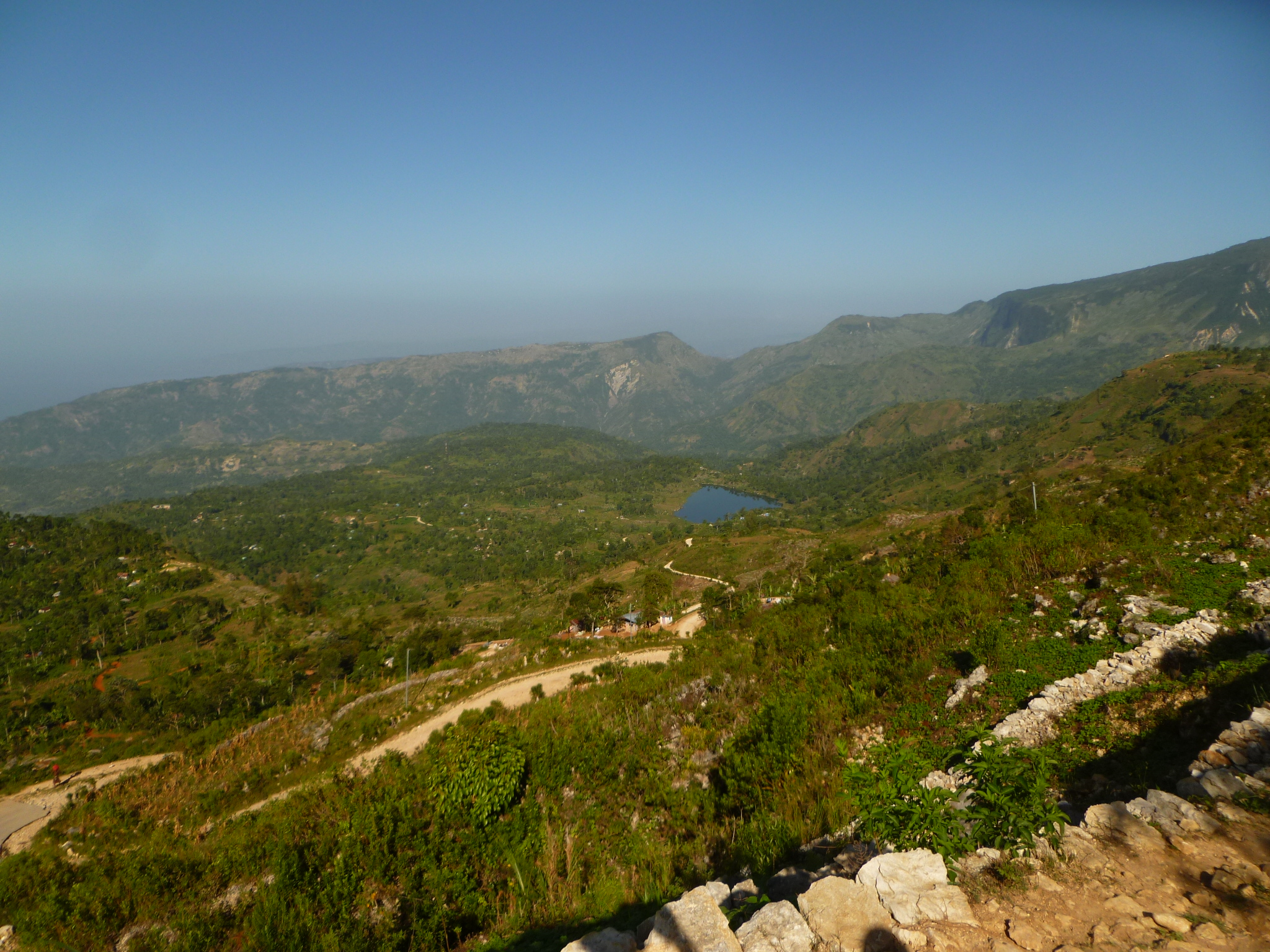

马里戈（Marigot）是海地东南省雅克梅勒区的一个市镇。总面积187.11平方公里，海拔高度41米，2003年人口50,734人，人口密度为399人每平方公里。